# Бархатный развод
«Ба́рхатный разво́д» (чеш. sametový rozvod) — мирный и официально узаконенный распад союзного государства Чехословакии. Бархатный развод 1 января 1993 года последовал за так называемой бархатной революцией, в ходе которой коммунистический режим и плановую экономику сменили демократический строй, капитализм и рыночная экономика. «Бархатным» он был назван по причине своей бескровности.

## Предыстория

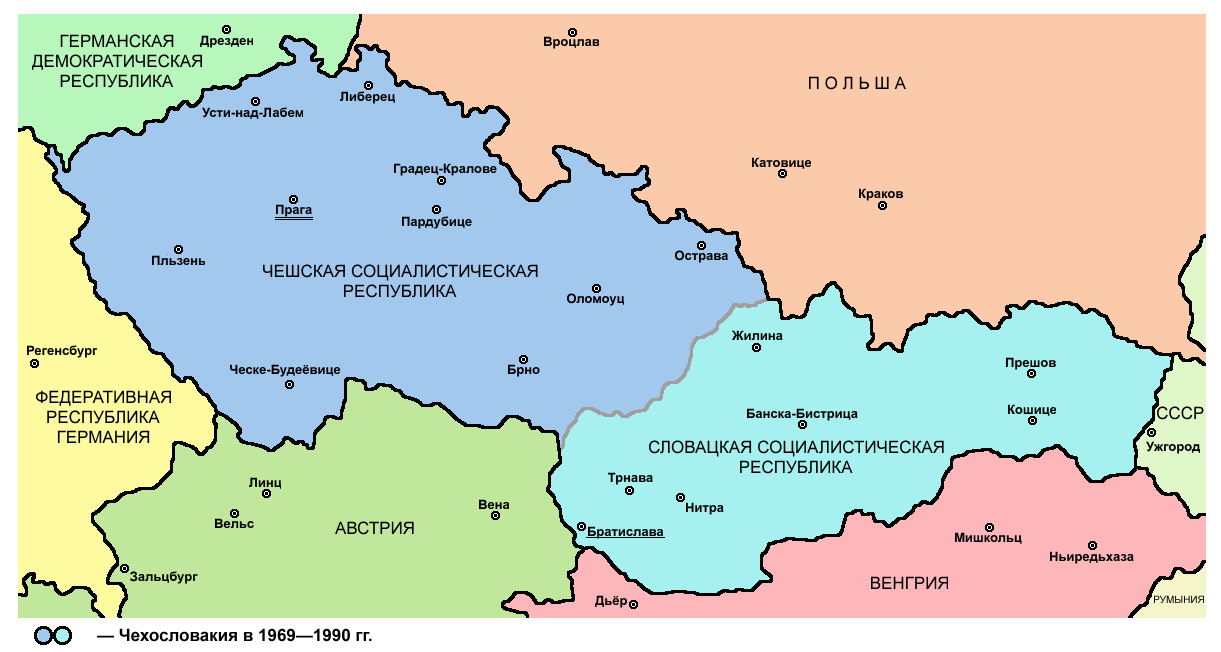
Чехословакия между 1968 и 1989 (бархатная революция)

В Чехословакии именно этнические (а точнее, конфликт национальных элит, а не населения — согласно опросу), а не чисто экономические, причины привели к распаду государства. Межэтнические проблемы дестабилизировали экономическую ситуацию в стране и привели её к распаду. Межэтнические трения в республике существовали всегда, поскольку настоящая автономия многочисленным меньшинствам в стране так и не была предоставлена. Поначалу (до 1945), однако, они проходили по линии славяне (чехи, словаки, русины) — неславяне (в первую очередь во вторую группу входили судетские немцы в Чехии и венгры в южной Словакии). Однако после депортации немцев после Второй мировой войны и значительной эмиграции венгров основные противоречия сместились в другую плоскость — между относительно однородной и более развитой Чешской СР (чей ВВП на душу населения на 20 % превосходил подобный показатель в более бедной Словакии) и Словакией. Тогда же чешские политики начали высказывать мнение, что Чехия обременена Словакией, куда уходят налоговые поступления, а словацкие были раздражены тем, что находятся в унизительном положении в союзном государстве.
Накануне подписания соглашений о разделении республики, в сентябре 1992 года был проведён опрос населения Чехословакии об отношении к разделу страны. Абсолютное большинство населения выступало против раздела: в Словакии против разделения страны было 63 %, за — 37 %; в Чехии против высказались 64 %, за — 36 %.

## Хронология событий
По мере дестабилизации обстановки в Чехословакии встал вопрос и о национальном самоопределении составляющих её республик. Поначалу было найдено чисто формальное компромиссное решение — писать официальное название страны как Чехо-Словакия (полностью — Чешская и Словацкая Федеративная Республика, ЧСФР), которое действовало в 1990—1992 годах. В целом, несмотря на явственную смену политико-экономического курса страны, большинство населения, и чехов, и словаков, было не готово к национальному самоопределению, что подтвердили результаты опроса, проведённого в то время. Тем не менее судьба страны оказалась в руках политиков, которые распорядились иначе. Отдельные жители приграничных областей с обеих сторон новой границы относились к разделу страны отрицательно.
17 июля 1992 года словацкий парламент принял декларацию о независимости. Чехословацкий президент Вацлав Гавел и премьер-министр Мариан Чалфа, которые выступали против разделения, ушли в отставку.
25 ноября 1992 года Федеральное собрание приняло закон о разделении страны с 1 января 1993 года.
В полночь 1 января 1993 года в центре Братиславы собрались сторонники независимости Словакии, отметившие прекращение существования страны кострами и речами. Премьер-министр республики Владимир Мечиар заявил: «Совместное проживание в одном государстве закончилось. Совместное проживание в двух государствах продолжается». Обстановка в Праге оставалась спокойной, над государственными учреждениями остались подняты чехословацкие флаги. Чехословацкое телевидение (перешедшее в собственность Чехии) в полночь завершило трансляцию исполнением государственного гимна ЧСФР «Kde domov můj? Nad Tatrou sa blýska», вскоре после чего начав работу как Чешское телевидение с исполнения чешской части гимна. На переходный период страны сохранили единую валюту и таможенный союз, функционирование которых было оценено «New York Times» как недолговечное.